# Ångermanlands norra domsaga
Ångermanlands norra domsaga var en domsaga i Västernorrlands län. Den bildades 1930 av Nätra och Nordingrå domsaga och Själevads och Arnäs domsaga. Den upplöstes 1971 i samband med tingsrättsreformen i Sverige. Domsagan överfördes då till Örnsköldsviks tingsrätt.
Domsagan lydde först under Svea hovrätt, men överfördes till domkretsen för hovrätten för Nedre Norrland när denna bildades 1948. 
Endast ett tingslag ingick: Ångermanlands norra domsagas tingslag.
En domsaga med detta namn fanns även i perioden 1756 till 1788, som föregicks och efterföljdes av Ångermanlands domsaga och omfattade Nodingrå, Nätra, Själevad samt Arnäs tingslag.

## Häradshövdingar
- 1952-1960 Sven Brehmer
- 1961-1970 Lars Ålund